# Вьетнамские рейды в Таиланд (1979—1989)
Вьетнамские рейды в Таиланд (1979—1989) — вооруженные столкновения на тайско-камбоджийской границе, проходившие между военнослужащими НРК и камбоджийскими повстанцами в 1979—1989 гг.